# Albert Streit
Albert Streit (Bucarest, 28 marzo 1980) è un ex calciatore rumeno naturalizzato tedesco, centrocampista dell'Alemannia Aachen.

## Palmarès

### Club

#### Competizioni nazionali
- 2. Fußball-Bundesliga: 1

Colonia: 2004-2005
- Coppa di Germania: 1

Schalke 04: 2010-2011
- Supercoppa di Germania: 1

Schalke 04: 2011
- Fußball-Regionalliga: 1

Fortuna Colonia: 2013-2014 (girone ovest)